# Eufriesea superba
Eufriesea superba är en biart som först beskrevs av Johann Centurius Hoffmannsegg 1817.  Eufriesea superba ingår i släktet Eufriesea, tribus orkidébin, och familjen långtungebin. Inga underarter finns listade.